# Anthony Pouillen
Anthony Pouillen es un deportista neocaledonio que compitió en judo. Ganó una medalla de bronce en el Campeonato de Oceanía de Judo de 2008, en la categoría de –60 kg.

## Palmarés internacional
| Campeonato de Oceanía | Campeonato de Oceanía        | Campeonato de Oceanía | Campeonato de Oceanía |
| Año                   | Lugar                        | Medalla               | Categoría             |
| --------------------- | ---------------------------- | --------------------- | --------------------- |
| 2008                  | Christchurch (Nueva Zelanda) | Medalla de bronce     | –60 kg                |